# Okawara Ryo
Ryo Okawara (sinh ngày 12 tháng 10 năm 1987) là một cầu thủ bóng đá người Nhật Bản.

## Sự nghiệp câu lạc bộ
Ryo Okawara đã từng chơi cho Kashiwa Reysol.